# Tetragnatha biseriata
Tetragnatha biseriata är en spindelart som beskrevs av Tord Tamerlan Teodor Thorell 1881. Tetragnatha biseriata ingår i släktet sträckkäkspindlar, och familjen käkspindlar. Inga underarter finns listade i Catalogue of Life.